# Steen Tinning
 Der er flere personer med dette navn, se Steen Tinning (politiker).
Steen Tinning (født 7. oktober 1962 i København) er en professionel dansk golfspiller. Efter en succesrig amatørkarriere blev han professionel i 1985 og kvalificerede sig hurtigt til en plads på European Tour. Karrieren blev afbrudt da han og hans kone var involveret i et harmonikasammenstød i Tyskland i 1990, hvor han fik sin højre arm stærkt beskadiget. Han kom sig og fik to sejre på European Tour nemlig: The Celtic Manor Resort Wales Open 2000 og Telefonica Open de Madrid 2002. Steen Tinning stoppede med at spille på Europa Touren efter sæsonen 2003. Hans bedste placering på touren blev en 30. plads. Han har repræsteret Danmark adskillige gange i internationale holdkonkurrencer.
Tinning er forfatter til bogen Golf på hjernen og fungerer som golfekspert på forskellige tv-kanaler.
Hans far er golftræner og har bl.a. trænet Knud Storgaard

## Turneringssejre
Amatør
- 1983 Dansk amatørmesterskab
- 1984 Det åbne skandinaviske amatørmesterskab

European Tour
- 2000 The Celtic Manor Resort Wales Open
- 2002 Telefonica Open de Madrid

## Holdkonkurrencer
Amatør
- Eisenhowertrofæet: 1982, 1984

Professionel
- Alfred Dunhill Cup: 1988
- WGC-World Cup: 1987, 1988, 1989, 1990, 1993, 1994, 1995